# جيمس ك. مورتون
جيمس ك. مورتون (بالإنجليزية: James C. Morton)‏ هو ممثل أمريكي، ولد في 25 أغسطس 1884 في الولايات المتحدة، وتوفي بنفس المكان في 24 أكتوبر 1942 بسبب نوبة قلبية.

## أعمال

### أفلام
- (1935) واحدة بواحدة

## وصلات خارجية
- جيمس ك. مورتون على موقع IMDb (الإنجليزية)
- جيمس ك. مورتون على موقع أول موفي (الإنجليزية)
- جيمس ك. مورتون على موقع قاعدة بيانات برودواي على الإنترنت (الإنجليزية)
- جيمس ك. مورتون على موقع قاعدة بيانات برودواي على الإنترنت (الإنجليزية)
- جيمس ك. مورتون على موقع قاعدة بيانات الأفلام السويدية (السويدية)
- جيمس ك. مورتون على موقع قاعدة بيانات الفيلم (الإنجليزية)
- جيمس ك. مورتون على موقع كينوبويسك (الروسية)